# Franz Büchner
Pour les articles homonymes, voir Büchner.
Franz Büchner est né à Leipzig le 2 janvier 1898. Il est le fils d'un richissime homme d'affaires et un as allemand de la Première Guerre mondiale.

## Biographie
En 1914, Franz Büchner rejoint l'armée allemande et intègre le 106e régiment d'infanterie qui est caserné à Ypres. Un an plus tard, il se retrouve successivement sur le front de l'Est puis en France.
Dégoûté de la vie de troupier, Büchner demande son intégration dans la Force aérienne, une arme qui, croit-il, promet une vie romanesque pleine d'action, d'aventures et d'occasions d'accomplir de remarquables prouesses. Il sert tout d'abord comme observateur avec le FFA 270 avant de voler sur monoplace avec la Jasta 9 de mars à août 1917. Durant cette période, il n'obtient qu'une seule victoire, un Nieuport au sud-est de Chappy le 17 août. Lorsqu'il intègre la Jasta 13 un mois plus tard, c'est un pilote largement en dessous de la moyenne. Franz Büchner n'a pas beaucoup de réussite dans les duels aériens mais ses capacités de leader sont très appréciées. Le 15 juin 1916, il devient « Staffelführer » (chef de formation) alors qu'il n'a obtenu que quatre « Luftsksiege » jusque-là ! Cette promotion semble stimuler Franz Büchner qui se révèle enfin dans le ciel. Il accumule ainsi un nombre impressionnant de succès. Le 2 juillet, il abat le Sopwith Dolphin de l'as irlandais Joseph Callaghan (en). 5 jours plus tard, il obtient sa 8e victoire en mettant hors de combat le Sopwith Camel, d'un autre as allié, le Canadien Merrill Taylor (en). À la fin de la guerre, le score du natif de Leipzig atteindra 40 victoires. Pour le seul mois de septembre 1918, il a abattu 17 appareils. Le 10 octobre, Franz frôle la mort lorsqu'il est percuté en plein vol par l'appareil d'un de ses ailiers. Les deux hommes s'en sortiront grâce à leur parachute.
Après la guerre, Büchner reste dans la Reichswehr et se bat contre les insurgés spartakistes. Le 18 mars 1920, il trouve la mort dans une embuscade tendue par les révolutionnaires près de Leipzig, sa ville natale. Ironie du sort, tout comme Rudolf Berthold, il a survécu à la guerre pour se faire tuer par ses propres compatriotes.

## Décorations
- Croix de fer 1re et 2e classe,
- Croix de chevalier de l'ordre des Hohenzollern avec épées,
- Commandeur de l'ordre Saint-Henry,
- Ordre du Mérite Saxon 2e classe avec épées,
- Chevalier de l'ordre Albert 2e classe avec épées,
- Ordre Pour le Mérite le 25 octobre 1918.

- Notices d'autorité :   - VIAF
  - ISNI
  - GND